# Эллсворт, Бобби
Роберт Джозеф Эллсворт (англ. Robert Joseph Ellsworth; 3 мая 1959, Нью-Джерси, США) , более известный как Бобби «Блиц» Эллсворт — вокалист трэш-метал-группы Overkill из Нью-Джерси. Он был вокалистом группы с её основания в 1980 году, и он с басистом Карло Верни — единственные постоянные участники.
Также он записывал вокал для группы с Дэном Лоренцо The Cursed в 2007. В 2018 году записал вокал для песни Mother of Sin группы Metal Allegiance в альбоме Volume II: Power Drunk Majesty. Эллсворт занимает 65-е место в списке «Топ-66 лучших фронтменов хард-рока и метала» американского онлайн-журнала Loudwire.

## Биография

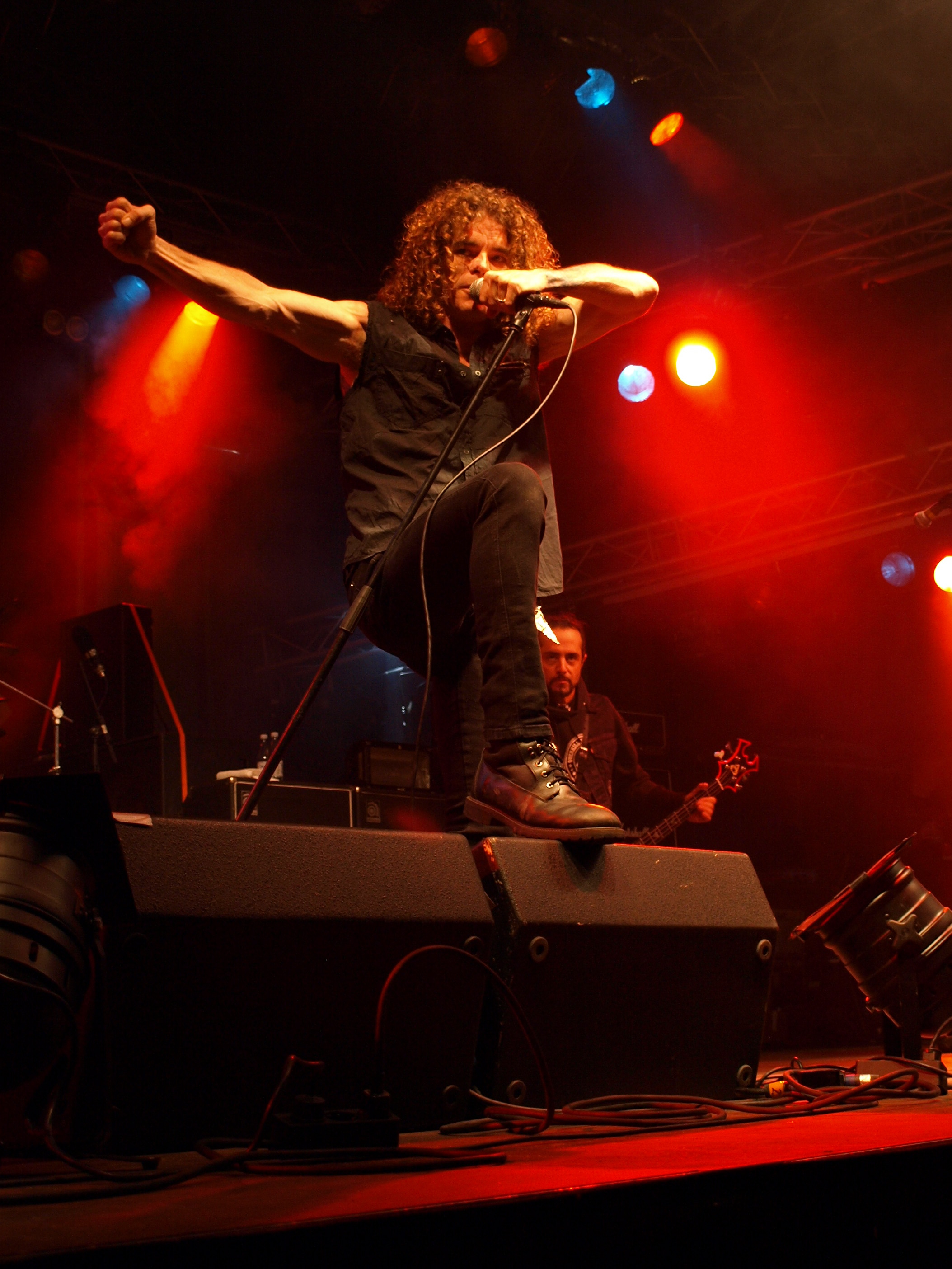
Эллсворт в 2008 году

В 1998 году у Эллсворта диагностировали очень агрессивную форму рака носа и он немедленно прошёл курс лечения. Опухоль удалось удалить прежде чем она распространилась.
Эллсворт также перенес фокальный эпилептический припадок прямо на концерте в Германии в июле 2002 года, во время исполнения песни «Necroshine». Эллсворт так комментировал произошедшее: «Прелесть инсульта в том, что вы ничего не помните. Я не знаю, что это изменило, потому что не помню, как было до него (смеётся). Иногда я писаюсь в штаны, когда кто-то включает микроволновку (смеётся). Я катаюсь на своем мотоцикле. Я по-прежнему плаваю, занимаюсь в качалке. Идея состоит в том, что когда у тебя проблема, вы можете жить в проблеме и можете переживать проблему. Я вот просто пережил проблему. Я подумал довольно скоро потом, что если бы это меня на самом деле убило, то это было бы кое-что — умереть посреди концерта Overkill (смеётся).»
Эллсворт критично относится к администрации Обамы. В интервью 2010 года Эллсворту задали вопрос, что он считает по поводу выпуска Обамой какой-нибудь песни о политической осведомлённости, и Эллсворт ответил: «Вы можете выпустить всего одну песню и назвать её „Лжец“ (смеётся).» Эллсворт также продолжает говорить о лицемерии и называет Демократическую партию «просто ужасной вещью».
В 2014 году Эллсворт снова страдал от проблем со здоровьем во время гастролей по Германии, борясь с пневмонией.
Бобби обладает очень высоким тенором, подобно Робу Хэлфорду, Бону Скотту и Стиву Сузе. Его вокал является визитной карточкой группы.

## Дискография
| Название                       | Лейбл                 | Год  |
| ------------------------------ | --------------------- | ---- |
| Feel The Fire                  | Megaforce             | 1985 |
| Taking Over                    | Megaforce/ Atlantic   | 1987 |
| Under the Influence            | Megaforce             | 1988 |
| The Years of Decay             | Megaforce / Atlantic  | 1989 |
| Horrorscope                    | Megaforce / Atlantic  | 1991 |
| I Hear Black                   | Atlantic              | 1993 |
| W.F.O.                         | Atlantic              | 1994 |
| The Killing Kind               | CMC International     | 1996 |
| From the Underground and Below | CMC International     | 1997 |
| Necroshine                     | CMC International     | 1999 |
| Bloodletting                   | Metal-Is              | 2000 |
| Killbox 13                     | Spitfire Records      | 2003 |
| ReliXIV                        | Spitfire Records      | 2005 |
| Immortalis                     | Bodog Music           | 2007 |
| Ironbound                      | Nuclear Blast Records | 2010 |
| The Electric Age               | Nuclear Blast Records | 2012 |
| White Devil Armory             | Nuclear Blast Records | 2014 |
| The Grinding Wheel             | Nuclear Blast Records | 2017 |
| The Wings of War               | Nuclear Blast Records | 2019 |
| Scorched                       | Nuclear Blast Records | 2023 |